# Saparoviridae
Saparoviridae ist eine vom International Committee on Taxonomy of Viruses (ICTV) im März 2022 neu eingerichtete Familie von Archaeenviren innerhalb der Klasse Caudoviricetes. Sie ist innerhalb dieser Klasse bisher ohne nähere Zuordnung (Stand 29. Februar 2024).
Die Zugehörigkeit zu den Caudoviricetes und ihre halophilen Archaeenwirte klassifizieren die Saparoviridae nicht-taxonomisch einerseits als arTVs (archaeal tailed viruses), andererseits als Haloviren.

## Beschreibung
Die beiden bereits zuvor beschriebenen Viren, Haloarcula californiae tailed virus 2 (HCTV-2) und Haloarcula hispanica tailed virus 2 (HHTV-2), fanden  sich bei einer 2021 veröffentlichten Clusteranalyse mit 63 vollständigen Genomen von arTVs in einer als F11 bezeichneten Zweiergruppe. Diese beiden hatten nur das morphogenetische Modul (d. h. die für die Morphologie verantwortlichen Gengruppe) gemeinsam.
Sie wurden daher 2022 der gemeinsamen neuen Familie Saparoviridae zugeordnet, innerhalb dieser aber in zwei getrennte Gattungen: Samsavirus (provisorisch F11G1) und Halohivirus (provisorisch F11G2).
Beide Viren zeigten in der Netzwerkanalyse aufgrund der gemeinsamen Schwanzproteine eine Verbindung zur Gattung Tredecimvirus (provisorisch F2G1), Caudoviricetes-Unterfamilie Queuovirinae
Die Vertreter beider Gattungen, HHTV-2 und HCTV-2 sind insbesondere vom selben Morphotyp Siphoviren wie die Gattung Tredecimvirus.
HCTV-2 und HHTV-2 haben beide ein lineares dsDNA-Genom.
Es gibt aber bei beiden Viren zirkuläre Permutationen (circular permutations, vergleiche Madisaviridae, Vertoviridae und die Zobellviridae-Gattung Citrovirus).

## Systematik
Die Systematik der Saparoviridae gemäß International Committee on Taxonomy of Viruses (ICTV) – mit Ergänzungen nach der Taxonomie des National Center for Biotechnology Information (NCBI) – ist wie folgt (Stand Mai/Juni 2024):
Familie Saparoviridae (ursprünglich als „F11-Gruppe“ bezeichnet)
- Gattung Halohivirus (F11G2)
  - Spezies Halohivirus suolae (früher Halohivirus HHTV2), mit
Haloarcula hispanica tailed virus 2 (HHTV-2, Halovirus HHTV-2) – Genomlänge: 52.643 bp

- Gattung Samsavirus (F11G1)
  - Spezies Samsavirus crystalli (früher Samsavirus HCTV2)
Haloarcula californiae tailed virus 2 (HCTV-2, Halovirus HCTV-2) – Genomlänge 54.291 bp

## Habitat
Sowohl HHTV-2 als auch HCTV-2 wurden aus 2008 entnommenen und als „SSB (w)“ typisierten Wasserproben (nicht Sediment) von Salinen an der Küste der Provinz Samut Sakhon in Thailand identifiziert.

## Etymologie
- Die Bezeichnung der Familie Saparoviridae leitet sich ab von finnisch saparo Schweineschwanz, was auf den Siphoviren-Morphotyp der Viruspartikel der Vertreter dieser Familie hinweist; die Endung ‚-viridae‘ steht für Virusfamilien.[1][2]

- Der Gattungsname Halohivirus verweist auf den Wirt, es ist als Kofferwort eine Zusammenziehung von Haloarcula hispanica virus.[2]
  - Das Art-Epitheton HHTV2 verweist auf das Virus HHTV-2.

- Der Gattungsname Samsavirus ist ebenfalls eine Zusammenziehung aus Samut Sakhon virus, was sich auf die thailändische Provinz als Fundort dieser Viren bezieht.[2]
  - Das Art-Epitheton HCTV2 verweist auf das Virus HCTV-2.